# Pirttijärvi och Kaitainjärvi
Pirttijärvi och Kaitainjärvi är en sjö i Finland. Den ligger i kommunen Sotkamo i landskapet Kajanaland, i den centrala delen av landet, 500 km norr om huvudstaden Helsingfors. Pirttijärvi och Kaitainjärvi ligger 137,9 meter över havet. Den är 27 meter djup. Arean är 12,77 kvadratkilometer och strandlinjen är 65,36 kilometer lång. Sjön  ingår i Uleälvens huvudavrinningsområde. 